# Andersen Creek (Antarktika)
Koordinaten: 77° 37′ S, 162° 54′ O
Der Andersen Creek ist ein 1,5 km langer Schmelzwasserfluss im Taylor Valley des ostantarktischen Viktorialands. Er fließt südwestwärts entlang der Ostseite des Kanada-Gletschers und mündet in den nordöstlichen Winkel des Hoaresees. 
Das Advisory Committee on Antarctic Names benannte ihn 1996 nach Dale T. Andersen, Limnologe bei der NASA, der 1978 zwecks limnologischer Studien ein Lager an der Mündung des Flusses errichtet hatte und an den ersten Tauchgängen in den Seen der Antarktischen Trockentäler beteiligt war.